# Briona
Briona é uma comuna italiana da região do Piemonte, província de Novara, com cerca de 1.132 habitantes. Estende-se por uma área de 24 km², tendo uma densidade populacional de 47 hab/km². Faz fronteira com Barengo, Caltignaga, Carpignano Sesia, Casaleggio Novara, Castellazzo Novarese, Fara Novarese, Momo, San Pietro Mosezzo, Sillavengo.

## Demografia
| Variação demográfica do município entre 1861 e 2011                               |
|                                                                                   |
| Fonte: Istituto Nazionale di Statistica (ISTAT) - Elaboração gráfica da Wikipedia |